# مزو
ترکیب مزو یا ایزومر مزو (به انگلیسی: Meso) عضو غیرفعال نوری در یک گروه از ایزومرهای فضایی است که لااقل دو ایزومر فعال نوری داشته باشد. به عبارت ساده‌تر یک ترکیب مزو ترکیبی است که مولکول‌های آن علی‌رغم داشتن مرکز کایرال بر تصاویر آینه‌ای خود منطبق می‌باشند. یکی از ویژگی‌های مهم ترکیب مزو این است که یک صفحه آینه‌ای دارد که مولکول را به دو نیم تقسیم می‌کند، به‌طوری‌که یک نیمه تصویر آینه‌ای نیمه دیگر است. یک ترکیب مزو با وجود داشتن مراکزکایرال، کایرال نبوده و با اینکه بر روی نور قطبیده مسطح بی‌اثر است چرا که فعالیت نوری یک مرکز توسط فعالیت نوری مرکز مشابه خنثی می‌شود، ولی چون دارای مراکز کایرال است ایزومر نوری نامیده می‌شود.

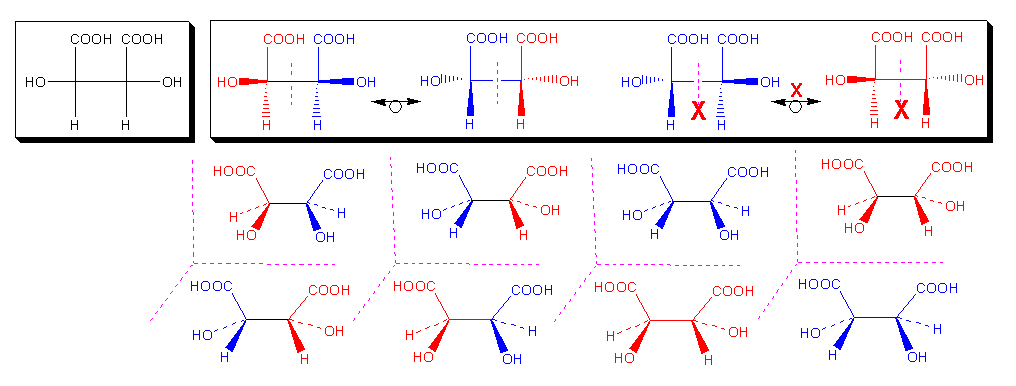
مزو اتان (که حالت‌های مختلف فضایی آن گونه‌های متفاوتی از اسید تارتاریک را می‌سازند)